# Lavoir de Casabona
Le lavoir de Casabona est le plus grand lavoir de l'île de La Réunion, département d'outre-mer français dans le sud-ouest de l'océan Indien. Situé ruelle du Lavoir, dans le quartier de Casabona, à Saint-Pierre, il est alimenté par le canal Saint-Étienne. Il est inscrit à l'inventaire supplémentaire des Monuments historiques depuis le 12 janvier 2006,.